# Melicoccus novogranatensis
Melicoccus novogranatensis är en kinesträdsväxtart som beskrevs av Acev.-rodr.. Melicoccus novogranatensis ingår i släktet Melicoccus och familjen kinesträdsväxter. Inga underarter finns listade i Catalogue of Life.